# フランクリン (キャラクター)
フランクリン（英: Franklin）は、チャールズ・M・シュルツが創作した漫画『ピーナッツ』に登場する架空のキャラクターである。1968年7月31日に初登場し、『ピーナッツ』に登場する最初の黒人（アフリカ系アメリカ人）キャラクターとなった。

## 概要
彼は、1967年に登場したメキシコ系とスウェーデン系のハーフで礼儀正しい運動選手、ホセ・ピーターソンに次ぐ、2人目の有色人種のキャラクターである。フランクリンはペパーミント・パティやマーシーと同じ学校に通っている。
初登場時、フランクリンは海辺でチャーリー・ブラウンと出会った。彼の父親はベトナム戦争に従軍しており、それに対してチャーリー・ブラウンは「うちの父さんは床屋だよ… 戦争にも行ったらしいけど、どの戦争かは知らないんだ」と答えている。その後、フランクリンはチャーリー・ブラウンの家を訪ねるが、彼の友人たちを少し変わった存在に感じたようだった。彼が最後に登場したのは1999年11月5日であり、シュルツが亡くなる3か月前のことだった。
作中でフランクリンの姓は明かされていないが、アニメスペシャル『You're in the Super Bowl, Charlie Brown』以降の作品では、彼のフルネームが「フランクリン・アームストロング」とされている。シュルツは、この姓をアフリカ系アメリカ人の漫画家ロブ・アームストロングへの敬意を込めて選んでおり、ロブ・アームストロングは後にフランクリンを主役としたインターネット配信作品『Snoopy Presents: Welcome Home, Franklin』にも関わっている。

## 登場の経緯
1968年4月15日（マーティン・ルーサー・キング・ジュニア暗殺の11日後）、ロサンゼルスの学校教師ハリエット・グリックマンは、シュルツに手紙を送り、『ピーナッツ』に黒人キャラクターを登場させるよう求めた。4月26日、シュルツは返信を送り、その件について考えたことはあるものの、「黒人の友人たちを恩着せがましく扱うことになるのではないか」と懸念していると述べた。この手紙のやり取りがきっかけとなり、フランクリンが誕生した。
シュルツは1997年のインタビューで、南部の新聞編集者から受け取った手紙について語っている。その編集者は「黒人キャラクターを登場させるのは構わないが、学校で白人の子どもたちと一緒に描くのはやめてほしい」と述べていた。当時、フランクリンはペパーミント・パティの前の席に座っていたが、シュルツはその手紙に返信しなかった。
1988年のインタビューでは、フランクリンを白人キャラクターと一緒に登場させたことに対する否定的な反応についても語っている。「フランクリンを登場させたとき、チャーリー・ブラウンと一緒に海辺で遊んでいるシーンがあった。そしてフランクリンが『今日は楽しかったよ、今度うちに遊びにおいで』と言うんだけど、それも気に入らないと言われたんだ。」
シュルツは当時の配信元であるキング・フィーチャーズ・シンジケートの社長、ラリー・ラトマンとこの件について議論した。ラトマンはフランクリンの登場について変更を求めたが、シュルツは「その時、ラリーにこう言ったのを覚えている。『いいかい、ラリー。こうしよう。僕の描いたとおりに掲載するか、それとも僕は辞めるか。どうする？』」と述べ、譲歩しなかった。
また、フランクリンの肌の色は、『チャーリー・ブラウン辞典』（『ピーナッツ』のキャラクターを使った絵辞典）でも言及されている。彼が黒い電話を使っている挿絵とともに、「black（黒）」の定義の一例として「黒は電話の色を指すが、フランクリンの肌の色を指すこともある。これは『Negro（黒人）』とも呼ばれる」と説明されていた。

## 性格
初登場時のフランクリンは、チャーリー・ブラウンの住む町の奇妙な出来事に戸惑っていた。特にライナスと彼の「偉大なカボチャ」へのこだわりには困惑していた。シュルツは1968年7月31日のフランクリン初登場回について、「彼らは別々の学校に通っていたため、それまで会ったことがなかった」と語っている。そして「一緒にキャッチボールをして遊び、チャーリー・ブラウンはフランクリンを家に招待した」と付け加えた。フランクリンは旧約聖書の言葉を引用することがあり、不安や強迫観念を持たないキャラクターとして描かれていた。また、彼とチャーリー・ブラウンは、お互いの祖父について語り合うことを楽しんでいた。
アニメ映画やテレビスペシャルでは、フランクリンはダンスが得意なキャラクターとして描かれている。『がんばれ!スヌーピー』ではマーシーをリードしてワルツを踊り、『It's Flashbeagle, Charlie Brown』では華麗なブレイクダンスを披露。さらに、『開幕だよ、チャーリー・ブラウン』では、ブレイクダンスをしながらラップも披露している。また、フランクリンは音楽の才能も持っているようで、たびたび楽器を演奏する姿が描かれている。『ハッピーニューイヤー、チャーリー・ブラウン！』では、ペパーミント・パティの新年パーティーでギターを弾くシーンが登場する。

## その他のメディアでの登場
フランクリンは『ピーナッツ』の連載漫画における主要キャラクターの一人であり、アニメ版のテレビスペシャルや映画にも頻繁に登場している。しかし、ほとんどのキャラクターとは異なり、アニメへの登場は1970年代までなかった。初登場は1972年の映画『スヌーピーの大冒険』で、スヌーピーの送別パーティーに参加するが、台詞のない役だった。最初に話すシーンがあったのは、1973年のスペシャルアニメ『恋するひまもないね、チャーリー・ブラウン』であり、トッド・バービーが声を担当した。
1992年、『サタデー・ナイト・ライブ』のコーナー「ウィークエンド・アップデート」で、クリス・ロックがフランクリンについて「25年間、一言もしゃべらなかった」と誇張しながら語り、自身が小学校で唯一の黒人の生徒だった経験を重ね合わせた。また、2000年2月（シュルツの死後最初の土曜日）の放送では、ティム・メドウスが大人になったフランクリンを演じ、顔を漫画のように丸くする特殊メイクを施して『ナイトライン』でシュルツを追悼するシーンが描かれた。その中で、「チャールズ・シュルツは、肌の色に関係なく、みんな同じだと理解していた。僕たちはみんな体と同じくらい大きな頭を持ち、横を向くと口が消えるんだ」と述べた。
1994年のアニメ特別番組『You're in the Super Bowl, Charlie Brown』では、フランクリンのフルネームが「フランクリン・アームストロング」とされている。漫画『Jump Start』の作者であるアフリカ系アメリカ人のロブ・アームストロングによると、スペシャルの制作中にシュルツから連絡があり、フランクリンの姓として「アームストロング」を使ってもよいか尋ねられたという。ロブ・アームストロングはこれを「大変な名誉」と考え、承諾した。ただし、この姓は原作の漫画では一度も言及されておらず、他のアニメスペシャルでも30年間使用されなかったため、一般的に『ピーナッツ』の公式設定には含まれないとされている。
2015年の映画『I LOVE スヌーピー THE PEANUTS MOVIE』では、フランクリンは脇役として再登場した。
2020年11月には、BBC Radio 4で『Franklin』というラジオドラマが放送され、シュルツがフランクリンを生み出すまでの過程が描かれた。
2024年2月には、『Snoopy Presents: Welcome Home, Franklin』が公開された。この作品は、フランクリンがチャーリー・ブラウンやその仲間たちと出会う様子を描いており、ロブ・アームストロングが共同脚本を務めた。この作品でも、フランクリンの姓は「アームストロング」とされている。

## キャスト

### 原語版
- トッド・バービー (1973)
- ロビン・リード (1973)
- ダンカン・ワトソン (1975)
- ヴィニー・ダウ (1976)
- トム・ミュラー (1977)
- ロナルド・ヘンドリックス (1977)
- ロッキー・ライリー (1981)
- クリストファー・ドノホーン  (1981–1982)
- ケビン・ブランド (1983)
- カール・スティーブン (1984–1986)
- ハキーム・アブドゥル・サマド（英語版） (1989)
- グラント・ゲルト (1988)
- ショーン・メンデルソン (1992)
- チャーリー・ペイン (1994)
- ジェシカ・ヌワフォー (1996)
- コーリー・パドノス (2000)
- スティーブン・スカルプロ (2001)
- アンドレアス・グランシュニグ (2001)
- ジェイク・マイナー (2003)
- マーライク・"マー・マー"・ウォーカー (2015)
- カリール・ハリス (2016)
- アントニオ・ワトソン (2018)
- クリスチャン・ダル・ドッソ (2019–2022)
- ケイレブ・ベラバンス (2022–現在)

### 日本語吹替版
- 西川幾雄 - テレビアニメ（1976年、1978年、1981年～1985年）
- 白川澄子 - 『スヌーピーとチャーリー』『スヌーピーの大冒険』（それぞれ劇場公開版・テレビ放映版）
- 龍田直樹 - 『スヌーピーとチャーリー・ブラウン』
  - 1984年12月17日（木）17:04～18:00・2003年4月19日（土）10:00～11:30 テレビ放映版
- 富沢美智恵 - テレビアニメ（1990年）
- 加藤真央 - テレビアニメ（NHK-BSおよびカートゥーン・ネットワーク）
- 矢尾幸子 - テレビアニメ（2015年）
- 里村洋 - 『I LOVE スヌーピー THE PEANUTS MOVIE』